# Mapa rastrowa
Mapa rastrowa – bitmapa będąca cyfrową reprezentacją mapy wykonanej w konkretnej skali i odwzorowaniu kartograficznym. Najczęściej tworzona poprzez skanowanie map analogowych (papierowych lub foliowych).
Ze względu na stałą rozdzielczość mapy rastrowej nadaje się ona do odwzorowania małych obszarów, dla których nie występuje w stopniu istotnym zniekształcenie charakterystyczne dla wybranego odwzorowania kartograficznego.
Mapa taka może być przydatna, gdy zachodzi potrzeba wykonania komputerowego projektu (na przykład budowlanego) w sytuacji, w której nie dysponujemy mapą wektorową danego obszaru. Innym zastosowaniem mapy rastrowej jest wykorzystanie jej w amatorskich urządzeniach GPS z wyświetlaczem LCD. Wreszcie poprzez wykonanie wektoryzacji można z mapy rastrowej otrzymać mapę wektorową.